# 川路聖謨
川路 聖謨（かわじ としあきら）は、日本の武士（旗本）。号は敬斎。
豊後日田代官所の役人の息子に生まれ、御家人出身ながら勘定吟味役、佐渡奉行、小普請奉行、大坂町奉行、勘定奉行などの要職を歴任した。和歌にも造詣が深く、『島根乃言能葉』などの歌集も遺している。

## 生涯
享和元年（1801年）4月25日、豊後国日田（現・大分県日田市）に、日田代官所属吏・内藤吉兵衛歳由の長男として生まれた。幼名は弥吉。母は、日田代官所手付の高橋誠種の娘。弟に井上清直、母方の従弟に江戸幕府最後の西国郡代である窪田鎮勝がいる。根津勢吉、永峰弥吉もいとこにあたる。極度の貧困の中、両親の極めて厳格な教育を受けて育った。また、子供の時に疱瘡を患い、あばたが顔に多く残ることになった。
文化5年（1808年）、父・吉兵衛は江戸に出て御家人株を入手し、幕府徒歩組に編入された。文化9年（1812年）、弥吉は12歳で小普請組の川路三佐衛門光房の養子となる。翌年元服して、弥吉から萬福（かずとみ）と名乗り、小普請組に入る。文化14年（1817年）、勘定奉行所の下級吏員資格試験である筆算吟味に及第。文政元年（1818年）に勘定奉行所支配勘定出役という下級幕吏に採用され、支配勘定を経て御勘定に昇進、旗本となる。その後、寺社奉行吟味物調役として寺社奉行所に出向。この時仙石騒動を裁断しており、この一件によって勘定吟味役に昇格した。その後、佐渡奉行となり、佐渡金山採掘に従事する鉱夫、人足の悲惨な情況について記録した。再び江戸に呼び戻されて老中・水野忠邦時代の小普請奉行、普請奉行として改革に参与した（このころ、名を萬福から聖謨に改む）。
また、勘定吟味役の職務の関係で西洋諸国の動向に関心を持つようになり、当時の海外事情や西洋の技術などにもある程度通じていた。なお江川英龍や渡辺崋山らとともに尚歯会に参加し、天保10年（1839年）の蛮社の獄にあやうく連座しかけたという通説があるが、川路や江川は尚歯会に参加しておらず、また蛮社の獄は尚歯会を標的としたものではないため、川路が蛮社の獄に連座する可能性はなかったとする説もある。

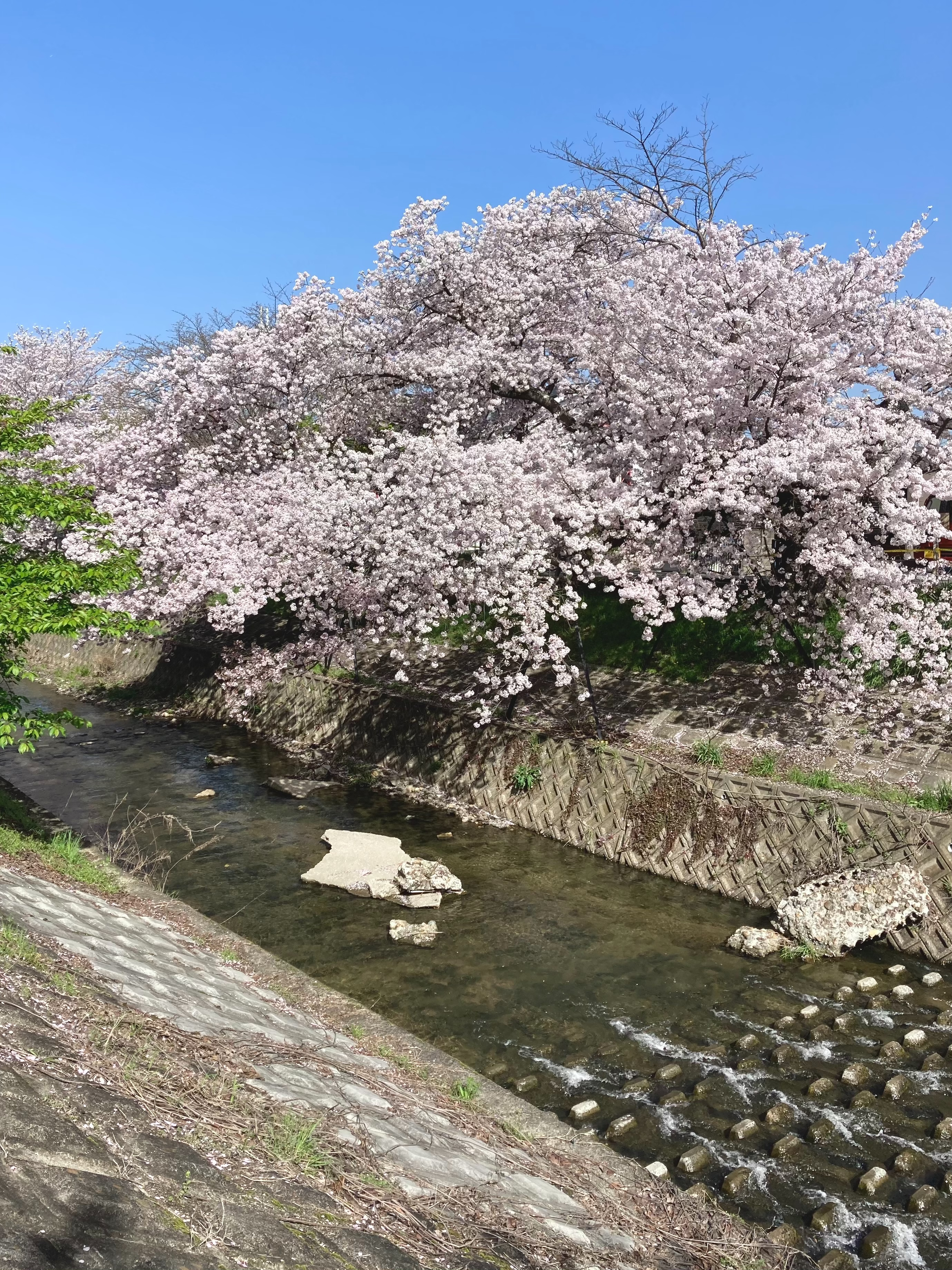
奈良市の佐保川に残る川路桜

水野忠邦が天保の改革で挫折して失脚した後、奈良奉行に左遷されている。嘉永2年（1849年）『神武御陵考』を著した。執筆動機は、神武陵の比定地としてミサンザイ、丸山、塚山の三説が鼎立するなか、本居宣長が『古事記伝』においてスイセン塚古墳を推したことへの批判だと述べている。また、民政にも尽くした。乱伐によりはげ山になっていた多聞山城跡に約50万本を植樹し、佐保川には今日「川路桜」と呼ばれる桜の樹を植えた。ほかにも桜と楓の苗木数千本株を東大寺から興福寺を中心に植樹したという。博打を厳しく取り締まるとともに貧民救済に取り組んだ。このため「五泣百笑（博徒や悪徳僧侶・役人・商人、裁判の短期化で泊まり客が減った公事宿の五つが泣き、百姓が笑う）の奉行」と慕われた。奈良奉行時代の日記『寧府紀事』が宮内庁図書寮文庫に残る。
その後、大坂東町奉行を経て、嘉永5年（1852年）、公事方勘定奉行に就任。家禄が200俵（200石相当）から500石の知行取に加増された（当時幕府の内規により遠国奉行就任で200俵、江戸町奉行・勘定奉行就任で500石へ加増）。翌嘉永6年（1853年）、阿部正弘に海岸防禦御用掛に任じられ、黒船来航に際し開国を唱える。また同年、長崎に来航したロシア使節エフィム・プチャーチンとの交渉を大目付格槍奉行の筒井政憲、勘定吟味役・村垣範正、下田奉行・伊沢政義、儒者・古賀謹一郎と共に担当し、安政元年（1854年）に下田で日露和親条約に調印。その際ロシア側は川路の人柄に大変魅せられたという（下記「人物」参照）。
安政5年（1858年）には堀田正睦に同行して上洛、朝廷に日米修好通商条約の承認を得ようとするが失敗、江戸へ戻った（条約は弟の井上清直と岩瀬忠震が朝廷の承認がないままタウンゼント・ハリスと調印）。井伊直弼が大老に就任すると一橋派の排除に伴い西丸留守居役に左遷され、さらに翌年の8月27日にはその役も罷免されて隠居差控を命じられる。文久3年（1863年）に勘定奉行格外国奉行に復帰するも、外国奉行とは名ばかりで一橋慶喜関係の御用聞きのような役回りに不満があったようで、病気を理由として僅か4か月で役を辞する。
引退後は、中風による半身不随や弟の井上清直の死など不幸が続いた。慶応4年（1868年）、割腹の上ピストルで喉を撃ち抜いて自殺した。享年68。戊辰戦争が始まっており、忌日の3月15日は新政府軍による江戸城総攻撃の予定日であった。勝海舟と新政府側の西郷隆盛の会談で、無血の江戸開城が決定したことを知らず、病躯が戦の足手まといになることを恐れて自決したとも、江戸開城の報を聞き、滅びゆく江戸幕府に殉じたとも言われている。ピストルを用いたのは、半身不随のために刀ではうまく死ねないと判断したからではないかと言われる。
「天津神に 背くもよかり 蕨つみ 飢えにし人の 昔思へは」という辞世の句を残し、横に「徳川家譜代之陪臣頑民斎川路聖謨」と自書している。
作家山田風太郎は、代表作『人間臨終図巻』でその死を評し「彼（注：川路）は要職を歴任したとはいうものの、別に閣老に列したわけでもなく、かつ生涯柔軟諧謔の性格を失わなかったのに、みごとに幕府と武士道に殉じたのである。徳川武士の最後の花ともいうべき凄絶な死に方であった。」と記した。

## 経歴
※日付＝旧暦
- 享和元年（1801年）、誕生。
- 文化6年（1809年）、小普請組川路三左衛門光房の養子となる。
- 文政10年（1827年）、勘定組頭格寺社奉行吟味物調役に就任。
- 天保6年（1835年）、仙石騒動発生。寺社奉行脇坂安董を助け事件を裁判し、功績により11月28日勘定吟味役に昇格。
- 天保11年（1840年）6月8日、佐渡奉行に異動。翌年5月8日、久須美祐明と交代して帰府。
- 天保12年（1841年）6月12日、小普請奉行に異動。
- 天保14年（1843年）10月10日、普請奉行に異動。
- 弘化3年（1846年）1月11日、奈良奉行に左遷。
- 嘉永2年（1849年）、『神武御陵考』執筆。
- 嘉永4年（1851年）6月24日、大坂東町奉行に異動。
- 嘉永5年（1852年）9月10日、勘定奉行・公事方（訴訟担当）に異動。
- 嘉永6年（1853年）
  - 6月3日、ペリー来航。
  - 7月18日、ロシア帝国使節プチャーチンが長崎に来航。露使応接掛となり、12月20日から国境、和親通商について交渉。
  - 10月4日、公事方から勝手方に異動。
- 嘉永7年（1854年）
  - 10月7日、下田へ出張。
  - 改元して安政元年12月21日、日露和親条約を調印。
- 安政2年（1855年）
  - 1月18日、下田へ出張。
  - 8月9日、禁裏御造営御用掛を兼帯。
- 安政4年（1857年）12月19日、朝鮮使節来聘御用を兼帯。
- 安政5年（1858年）
  - 1月8日、老中堀田正睦の副役として上洛（同役に目付岩瀬忠震）。
  - 将軍継嗣問題発生、一橋派の粛清が始まり、5月6日、西丸留守居に左遷。
- 安政6年（1859年）8月27日、西丸留守居を免職され隠居。
- 文久3年（1863年）
  - 5月11日、外国奉行に就任。
  - 10月4日、老疾を理由に辞す。
- 慶応4年（1868年）3月15日、自殺（日本でのピストル自殺第1号といわれている）
- 大正元年（1912年）11月19日、従四位を贈られた[7]。

## 人物
武士として勤めていたころは次のような日常を送っていた。午前2時に起きて執筆、読書をし、夜が白んでくると庭に出て、刀の素振りと槍のすごきを平均2千回行う。その後来客の相手をし、午前10時に江戸城に登城、午後5時まで勤務する（この時代の役人の勤務は普通10時から2時まで）。家に戻ると既に客が待ち構えているので、一緒に晩飯を食べながら話を聞く。酒は飲んだが1合までで、それ以上は絶対に飲まない。客の応接が済むのが午後10時ごろで、それからまた執筆、読書をして12時に寝る。睡眠時間はわずか2時間、気が張っていたため平気だったと言われている。
奈良奉行時代の川路聖謨の日記『寧府紀事』の嘉永元年（1848年）1月25日に「宝蔵院は昨日稽古はじめなるに古格にて狸汁を食するよし也　いにしへは真の狸にて稽古場に精進はなかりしが今はこんにゃく汁を狸汁とてくはするよし也」と記されている。
前記のあばたに加え、眼は金壺眼で引っ込んでいた。日露交渉の応接でロシア側は川路の人柄に魅せられて、その肖像画を描こう（写真を撮ろう）とするが、それを聞いて川路はロシア人に「私のような醜男を日本人の顔の代表と思われては困る」と発言し、彼らを笑わせた。この時、プチャーチンに随行していたイワン・ゴンチャロフは次のように書いている。
プチャーチンは帰国後に「日本の川路という官僚は、ヨーロッパでも珍しいほどのウィットと知性を備えた人物であった」と書いている。この後、1887年（明治20年）、プチャーチンの孫娘のオリガ・プチャーチナ伯爵は所縁の地戸田村を訪ね、そこに100ルーブルの寄付をしている。その後の歴史の激動の中にも両家の交流は続き、2008年（平成20年）にも日露修好150年を祝っている。
徳川慶喜（一橋家相続および改名前は松平昭致）が一橋家に入った際に、平岡円四郎を小姓として推薦した。

## 家族・子孫
- 正室：桑原政盈の娘エツ
- 継室：市川常春の娘やす
  - 長男：彰常 - 父に先立って死去。
  - 長女：くに - 幕臣・高山貞通室
  - 次女：のぶ - 幕臣・貴志忠孝室
- 継々室：高橋兵左衛門の娘かね
- 継々々室：大越喬久の娘さと
- 側室
  - 次男：原田種倫 - 幕臣・原田新一郎の養子
- 側室
  - 三男：新吉郎 - 画家、東京美術学校卒
  - 四男：原田又吉郎 - 異母兄・原田種倫の養子

孫
- 川路太郎 - 彰常の長男。祖父の隠居後家督を継承、後に寛堂と号した。

曾孫
- 川路柳虹 - 長男・彰常の孫（太郎の息子）。詩人、京都市美術工芸学校出身、東京美術学校卒、日本芸術院賞受賞
- 川路紳治 - 三男・新吉郎の孫。学習院大学名誉教授、博士（理学）、日本学士院賞受賞

玄孫
- 川路明 - 曾孫・柳虹の息子。バレエ指導者、演出家、日本バレエ協会常任理事。妻はバレエダンサー松尾明美。
- 宮崎詞美 - 三男・新吉郎の娘ヱツの孫。横浜美術大学教授、博士（美術）

## 著作
『川路聖謨文書』（全8巻、1932～1934年刊、日本史籍協会 刊）、後に東京大学出版会より複刊
- 大塚武松, 藤井甚太 編『川路聖謨文書 第一』日本史籍協会、1932年。
- 大塚武松, 藤井甚太 編『川路聖謨文書 第二』日本史籍協会、1933年。
- 大塚武松, 藤井甚太 編『川路聖謨文書 第三』日本史籍協会、1934年。
- 大塚武松, 藤井甚太 編『川路聖謨文書 第四』日本史籍協会、1933年。
- 大塚武松, 藤井甚太 編『川路聖謨文書 第五』日本史籍協会、1934年。
- 大塚武松, 藤井甚太 編『川路聖謨文書 第六』日本史籍協会、1934年。
- 大塚武松, 藤井甚太 編『川路聖謨文書 第七』日本史籍協会、1934年。
- 大塚武松, 藤井甚太 編『川路聖謨文書 第八』日本史籍協会、1934年。

『長崎日記　下田日記』 藤井貞文・川田貞夫校注、平凡社東洋文庫
- 『長崎日記・下田日記』（藤井貞文,川田貞夫 校註）平凡社〈東洋文庫〉、1968年。
- 『島根のすさみ　佐渡奉行在勤日記』（川田貞夫 校注）平凡社〈東洋文庫 226〉、1973年。
- 『東洋金鴻 英国留学生への通信』（川田貞夫 校注）平凡社〈東洋文庫 343〉、1978年。－留学中の孫への書簡

『語言概畧便覽』（全5巻、川路聖謨遺書 7）
- 『語言概畧便覽 1』写。
- 『語言概畧便覽 2』写。
- 『語言概畧便覽 3』写。
- 『語言概畧便覽 4』写。
- 『語言概畧便覽 5』写。

- 『覚書（川路聖謨遺書 9）』写。

## 関係文献
- 小川恭一編『寛政譜以降旗本家百科事典』東洋書林、1997年
- 北岡伸一『日本外交史 外交と権力』有斐閣、2011年、増補版2017年
- 川路寛堂 編『川路聖謨之生涯』吉川弘文館、1903年。
  - 川路寛堂 編『川路聖謨之生涯』世界文庫〈近代文芸・資料複刻叢書 第8集〉、1970年。
  - 川路寛堂 編『川路聖謨之生涯』マツノ書店、2014年。
- 川田貞夫『川路聖謨』（新装版）吉川弘文館〈人物叢書〉、1997年。

## 登場作品
小説
- 松本清張『天保図録』『鬼火の町』
  - 『天保図録（上）』講談社〈日本歴史文学館 24〉、1987年4月。
  - 『天保図録（下）』講談社〈日本歴史文学館 25〉、1987年5月。
  - 『鬼火の町』文芸春秋、1984年1月。
- 徳永真一郎『川路聖謨』毎日新聞社〈幕末閣僚伝〉、1982年3月。
- 吉村昭『落日の宴 勘定奉行川路聖謨』講談社。
- 佐藤雅美『立身出世 官僚川路聖謨の生涯』文藝春秋、1997年12月。
のち文庫化に際して『官僚川路聖謨の生涯』に改題
- 出久根達郎『桜奉行 幕末奈良を再生した男・川路聖謨』養徳社、2016年11月。ISBN 9784842601205。
天理教系の出版社・養徳社の月刊誌『陽気』に連載された「まほらま」を改題。
- 出久根達郎『花のなごり : 奈良奉行・川路聖謨』図書出版養徳社、2021年11月。ISBN 9784842601328。

テレビドラマ
- 『天皇の世紀』（1971年、テレビドラマ、朝日放送、演：木村功）
- 『翔ぶが如く』（1990年、NHK大河ドラマ、演:伏見哲夫）
- 『徳川慶喜』（1998年、NHK大河ドラマ、演：勝部演之）
- 『篤姫』（2008年、NHK大河ドラマ、演：本多晋）
- 『青天を衝け』（2021年、NHK大河ドラマ、演：平田満）

マンガ
- 手塚治虫『陽だまりの樹』
- みなもと太郎『風雲児たち』

落語
- 『鹿政談』 - 3代目桂米朝の口演では奈良奉行として登場する